# Таппувах
Таппувах («Таппуах» в караїмській вимові, множина — «таппухім») (євр. תפוח — «яблуко») — в караїмській термінології спеціальне виріб з дорогих металів (срібло, бронза) зазвичай кулястої форми (звідси «яблуко», у євреїв «Рімон» (רמון) - «гранат»), що служить навершям стрижнів (еч Хаїм) сувою Тори. Знизу до таппуваху прикріплялися маленькі дзвоники, які видавали мелодійний, переливчастий звук під час виносу сувою Тори з Ковчега Завіту (арон га-кодеш). Як правило, таппувахи мали дарчі написи частіше на трубочці, що одягається на еч хаїм, рідше — на самому «яблуці».
З книги А.С. Фірковіча «Авне зіккарон» (Вільно. 1872. С. 57): 
|  | Після цього, людина, яка виносила Тору, взяла закритий футляр в свої руки і на нього зверху поклали срібні прикраси у вигляді плодів з маленькими дзвониками. Газзан взяв футляр і став трясти його, щоб вся громада чула дзвін дзвіночків. |